# ブナ科樹木萎凋病
ブナ科樹木萎凋病（ぶなかじゅもくいちょうびょう、英名：Japanese oak wilt、かつてはmortality of oak treesもよく用いられた）とは、コナラ属を中心とするブナ科樹木に発生する病気。通称はナラ枯れやナラ類の集団枯損、以下でも「ナラ枯れ」を用いる。

## 症状
盛夏から晩夏にかけて表れる葉の萎れがこの病気の兆候である。その後1週間から2週間程度で葉の色は急速に褐色に変わり全身枯死に至る。枯死木の根元には細かい木屑が散乱し、幹には小さい穴が多数認められる。枯死木を伐採すると辺材部は茶色に変色している。

## 原因
ナラ菌Raffaelea quercivoraと呼ばれる菌類の一種の感染による。ナラ枯れ枯死木からはカシノナガキクイムシ（Platypus quercivorus、以下ナガキクイムシ）と呼ばれるナガキクイムシの一種が高確率で発見されることが知られていた。戦前から欧米で蔓延し大きな問題となっているニレ立枯病（オランダニレ病）のようにキクイムシやその近縁の昆虫類は樹木の病原菌を媒介することがあるため、本病に付いても何らかの病原菌が関与しているものとして研究がすすめられた。1998年、森林総合研究所の研究グループが枯死木の変色木材内・およびキクイムシ体表などから見慣れない菌が高確率で発見される現象を報告、さらに接種試験後のミズナラの枯死と病原体の再分離を確認し、病原と同定された。
罹病個体における着色溶液の投与の結果などから、ナラ菌の感染からナラ類の枯死に至るメカニズムは欧米で蔓延するニレ立枯病（オランダニレ病）のそれと似ており、菌の感染により樹木側が防御反応としてチロースなどを形成して管類を閉塞し菌の拡大を防ぐことを試みるが、これにより道管も閉塞し水を吸い上げられなくなって枯死してしまうのだと考えられている。

### ナラ菌
Raffaelea属菌は世界で10種あまりが確認されており、そのほとんどがキクイムシ・ナガキクイムシから検出されているという。植物に関する病原性を引き起こすことを知られているものは知られていなかったが、本病の発見に続く形でアメリカにおいてR. lauricola。やR. canadensisがクスノキ科樹木、韓国においてR. quercus-mongolica、ヨーロッパにおいてR. canadaensisやR. montetyiがブナ科樹木を枯死させる例が近年相次いで報告されている。媒介者はほとんどが本病と同属のPlatypus属のナガキクイムシ類、アメリカの例のみキクイムシの一種Xyleborus glabratusだという。

### ナガキクイムシ

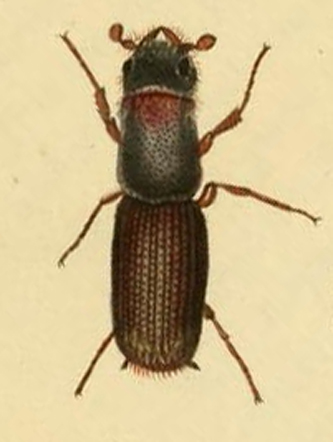
ヨーロッパ産同属種Platypus cylindrus

キクイムシ・ナガキクイムシ類はゾウムシに近い種類の甲虫で、その名の通り木を食べる。多くは地味な体色で小さいが非常に多くの種類が知られる。キクイムシ科、ナガキクイムシ科などいくつかの大きなグループがあり、本病のカシノナガキクイムシはナガキクイムシ科に属する。山形県における観察ではこのキクイムシは6月から7月にかけて枯死木内で羽化し。このキクイムシの成虫にはナラ菌を蓄える場所がある。彼らは羽化後、直ちに新しい木に潜り込む。この時フェロモンによって何十匹ものキクイムシが同じ木の同じような高さに集まり潜り込むという性質があり、これをmass attackなどと呼ぶ。この性質がナラ菌の病原性を強めることを助けるという見方があり、単独では小さい範囲で繁殖し僅かな通水障害しか起こさないナラ菌ではあるが、ナガキクイムシが同じような場所に多数潜り込むことによりナラ菌が広範囲で通水障害を起こし病原性を発揮するというものである。ナラ菌を人工的に接種する場合も接種箇所は多い方が病原性は強いという。

## 発病要因

### ナラ菌に対する感受性
ブナ科樹木の中でも菌に対しての感受性に差がある。経験則的にミズナラは弱く、ブナは強いとされることが多い。接種試験ではアメリカ産ナラ類のQuercus rubraに対しても病原性を示す

### 森林環境の変化
カシノナガキクイムシは大径木を産卵対象として好み、大径木からの成虫脱出数が多いことから、大径木の増加が被害の増加に拍車をかけているのではないかという見方がある。ナラ類は萌芽能力に優れるものが多く、かつての薪炭林（里山だけでなく奥山にも多い）では定期的に伐採してはシイタケのほだ木や薪炭の原料にしていたので林内は若い木ばかりであった。しかし、家庭燃料が石油やガスに代わりナラ林は定期的な若返りをしなくなった。このためにキクイムシ繁殖に好適な環境になり生息密度が増えた結果このような被害をもたらしているというものである。ただし、公害や地球温暖化の影響も指摘されており、温暖化の影響については、夏期の高温・少雨の影響が取り上げられることが多いが、それよりも、冬期の高温や春期の降水量の増加が被害を助長している可能性が指摘されている。

## 対策
現在の方法は全体的に昆虫伝搬性の樹木の病気であるニレ立枯病やマツ材線虫病の防除方法に準じる。

### ナガキクイムシの駆除
媒介者であるキクイムシを駆除することで病気の蔓延を防ぐというもので現在主流の方法である。具体的には、多数の成虫が脱出する枯死木を切り倒して袋を被せ、薬剤でくん蒸する方法が各地で実施されている。また、キクイムシの脱出前に健全木を切り倒して丸太を並べ、それに誘引・穿孔させて、焼却などによって駆除する餌木誘殺が、1930年代より実施されている。合成したフェロモン剤を餌木丸太に設置して捕獲数を増やす試みも始まっている。その他、雄が発散する集合フェロモンを利用して誘殺するため、ペットボトルで作成したトラップを木に吊す方法が開発され、これによって数十万頭が捕獲され、被害が抑えられた例もあり、各地で導入が始まっている。キクイムシの穿孔を受け始めた木に殺虫剤を散布する方法でも防除に成功した事例がある。先例となるニレ立枯病においてはキクイムシ駆除を目的に散布されたDDTによって小鳥が変死するなどの影響が見られた民衆の大規模な反対運動が繰り広げられ殺虫剤散布は中止された。この運動のきっかけになったのがレイチェル・カーソン著の「沈黙の春」である。

### ナガキクイムシによる攻撃防止
媒介者であるキクイムシの穿孔を防ぐため、木の幹をビニールシートや粘着紙で覆ったり、粘着剤を塗布する方法も開発されている。韓国での同様の被害では、粘着性のあるシートを、毎年、数十万本に被覆するという対策を行ってる。

### ナラ菌の駆除
いくつかの殺菌剤が提案されている。ただし、殺菌剤を注入した木がキクイムシによる多数の穿孔を受けた場合、3割以上が枯れる事例も多い。

## 歴史
日本で代表的な樹木病害であるマツ枯れ（マツ材線虫病）が戦前から記録が残り、原因究明が進められていたのに対し、ナラ枯れの歴史は浅く被害の顕在化と本格的な研究は1980年代に入ってからである。ただし、それ以前にも時折ナラ枯れらしき枯れ方をする個体はあったという。

### ゾウムシ上科昆虫と植物の主な重要病害
- ニレ立枯病（オランダニレ病） - キクイムシが媒介する楡の病気で道管の閉塞メカニズムとそれによる急激な萎凋を特徴とするところも似ている。原因菌はOphiostoma属菌
- カラマツ属・モミ属等に対するヤツバキクイムシ類の被害 - 本種と同じく大量発生時のmass attackと共生菌類が問題になる
- 北米のマツ属に対するDendroctonus属キクイムシの被害 - 同じくmass attackが問題
- ヤシ類の赤輪病（英名:red ring disease） - ゾウムシが病原線虫を媒介するヤシの病気。

### その他昆虫と樹木の主な重要病害
- マツ材線虫病（松枯れ） - 日本で蔓延するマツの病気でカミキリムシが媒介する。本病と同じく道管の閉塞による通水障害と症状の急激な悪化を特徴とする。ただし道管の閉塞メカニズムは本病と異なるとされる。
- オセアニア・北米のマツ属におけるノクチリオキバチの被害
- 北米モミ属に対するアブラムシの一種Adelges piceaeの被害

### Raffaelea属菌が引き起こす病気
- Laurel wilt病（和名未定） - 本病と同じくRaffaelea属菌が引き起こすクスノキ科樹木の病気。媒介昆虫はキクイムシ科のXyleborus glabratus
- Korean oak wilt病（和名未定） - 本病と同じくRaffaelea属菌が引き起こし韓国のブナ科樹木に被害が出ている。原因菌はRaffaelea quercus-mongolicaeとされ本種とは異なるとされる。媒介昆虫は本病と同属のナガキクイムシの一種Platypus koryoensisという種だという
- cork oak mortality（病名未定、和名未定） - 地中海地域におけるコルクガシの病気。病原菌はRaffaelea canadensisおよびR. montetyi、媒介昆虫は本病と同属のナガキクイムシの一種Platypus clyndrusとされる

### ブナ科樹木に枯損をもたらす主な病気
- クリ胴枯病 - 本病と同じくブナ科樹木、特にクリ属に発生する病気。アメリカで蔓延し大きな被害を出している
- Oak Wilt病（和名未定） - アメリカで蔓延しているナラ類の病気。原因菌はCeratocystis fagacearumとされ本病とは異なる。
- Sudden Oak Death病（和名未定） - アメリカ西海岸で流行しているブナ科樹木の病気。原因菌はエキビョウキンの一種Phytophthora ramorumであり本病とは異なる
- Korean oak wilt病（和名未定） - 韓国で流行している近縁菌が引き起こす病気。上述
- Oak decline（和名未定） - ヨーロッパにおけるブナ科樹木の衰退現象で数種の病原菌や昆虫が関与している